# فيليب جوردن
فيليب جوردن هو موسيقي سويسري، ولد في 18 أكتوبر 1974 في زيورخ في سويسرا.

## وصلات خارجية
- الموقع الرسمي
- فيليب جوردن على موقع IMDb (الإنجليزية)
- فيليب جوردن على موقع مونزينجر (الألمانية)
- فيليب جوردن على موقع ميوزك برينز (الإنجليزية)
- فيليب جوردن على موقع أول ميوزيك (الإنجليزية)
- فيليب جوردن على موقع ديسكوغز (الإنجليزية)
- فيليب جوردن على موقع قاعدة بيانات الفيلم (الإنجليزية)